# Mappa di Abel Tasman

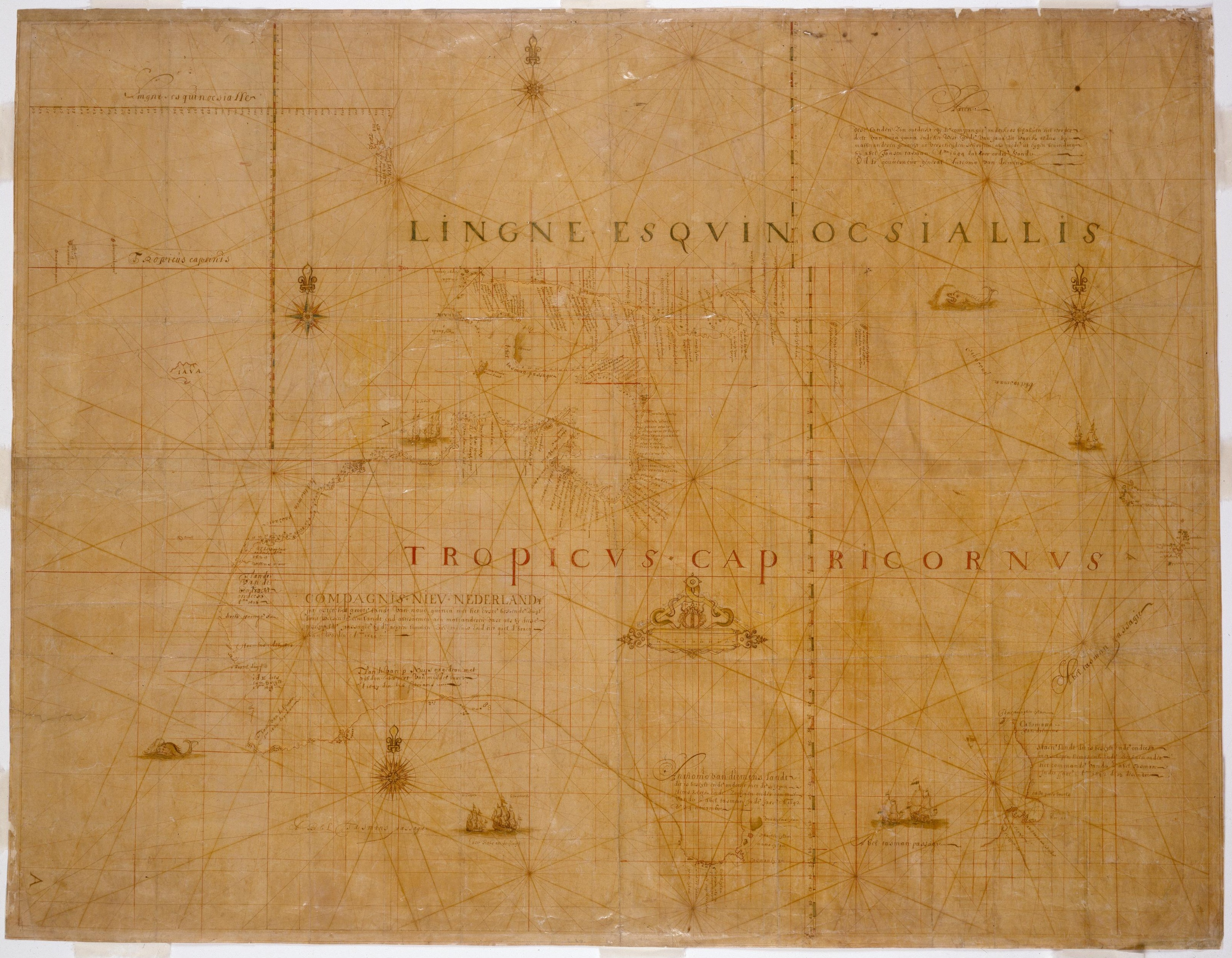
Mappa di Abel Tasman, circa 1644, conosciuta anche come mappa Bonaparte di Tasman

La Mappa di Abel Tasman è una mappa storica che documenta i risultati delle due spedizioni nel sud dell'oceano condotte dall'esploratore olandese Abel Tasman tra il 1642 e il 1644. Questa mappa è uno degli oggetti più preziosi della collezione della State Library of New South Wales e offre una rappresentazione dettagliata del primo e del secondo di Tasman alla scoperta della Terra Australis, che include la costa occidentale della Tasmania, la Nuova Zelanda, le Fiji e la Nuova Guinea.

## Storia
Abel Tasman, al servizio della Compagnia olandese delle Indie Orientali, intraprese due importanti viaggi di esplorazione. Il primo viaggio, nel 1642, lo portò a scoprire la Tasmania (chiamata da lui Van Diemen’s Land) e a tracciare la costa occidentale della Nuova Zelanda. Nel secondo viaggio del 1644, Tasman esplorò la costa settentrionale dell'Australia e la costa sud-ovest della Nuova Guinea. Nonostante non riuscì a scoprire un passaggio meridionale tra l'Australia e la Nuova Guinea, le sue osservazioni contribuirono a formare una mappa dettagliata di queste terre.

## La Mappa
La Mappa di Tasman è nota per essere una delle prime rappresentazioni cartografiche dell'Australia e della Nuova Zelanda, realizzata sulla base delle osservazioni fatte da Tasman e altri esploratori olandesi precedenti. Sebbene la mappa sia stata prodotta nei decenni successivi alla fine delle spedizioni, essa include elementi decorativi come compassi del vento e mostri marini, suggerendo che fosse destinata a scopi espositivi o pubblicitari piuttosto che a scopi puramente navigazionali.
Le versioni della mappa furono pubblicate per la prima volta nel 1859 e nel 1860 da editori olandesi come parte della serie di carte nautiche della famiglia Van Keulen. Alcune versioni di questa mappa sono state colorate, mentre altre restano in bianco e nero. Una delle versioni più note è quella acquistata da Prince Roland Bonaparte, il pronipote di Napoleone, che acquisì la mappa verso la fine del XIX secolo e la donò alla State Library of New South Wales nel 1933, dopo la sua morte.

## Caratteristiche e Importanza
La mappa, dipinta su carta giapponese "gampi", è una delle poche testimonianze dirette delle rotte esplorative di Tasman. La sua raffigurazione dell'Australia è approssimativa, con la costa orientale del continente delineata in modo ipotetico, ma ancora relativamente precisa rispetto agli standard dell'epoca. Le incongruenze sulla mappa, come la proiezione del nord-est dell'Australia che si estende fino alla Nuova Guinea, sono dovute all'interpretazione basata su dati parziali, ma riflettono le conoscenze geografiche dell'epoca.
Un aspetto interessante della mappa è che, sebbene non fosse stata creata da Tasman stesso, è considerata un documento importante, forse disegnata sotto la supervisione di Franz Jacobszoon Visscher, il pilota capo di Tasman, e di Isaac Gilsemans, un mercante che accompagnò entrambi i viaggi di Tasman.

## Conservazione e Influenza
La mappa di Abel Tasman è stata recentemente digitalizzata e ora è disponibile per la visualizzazione in alta risoluzione attraverso il progetto Art Camera del Google Cultural Institute, che consente di esplorare ogni dettaglio con precisione.
Nel corso degli anni, la mappa ha esercitato un'influenza significativa sulla rappresentazione della geografia della regione del Pacifico e sull'esplorazione successiva, in particolare nelle opere di cartografi come James Cook, che esplorò la regione nel 1770.

## Curiosità
La mappa è legata a un interessante episodio della storia della sua acquisizione: nel 1926, l'antropologa Daisy Bates, mentre risiedeva nell'Outback australiano, scoprì il collegamento tra la mappa e Prince Roland Bonaparte. Dopo varie trattative, la mappa venne infine donata alla biblioteca statale, dove è ora conservata come uno degli oggetti di valore inestimabile della collezione.